# Dingalan, Aurora
Dingalan là một đô thị cấp bốn ở tỉnh Aurora, Philippines. Theo điều tra dân số năm 2015, đô thị này có dân số 25.482 người trong.

## Các đơn vị hành chính
Dingalan, về mặt hành chính, được chia thành 11 khu phố (barangay).
- Aplaya
- Butas Na Bato
- Cabog (Matawe)
- Caragsacan
- Davildavilan
- Dikapanikian
- Ibona
- Paltic
- Poblacion
- Tanawan
- Umiray (Malamig)